# إيه آي إم-9 سايدويندر

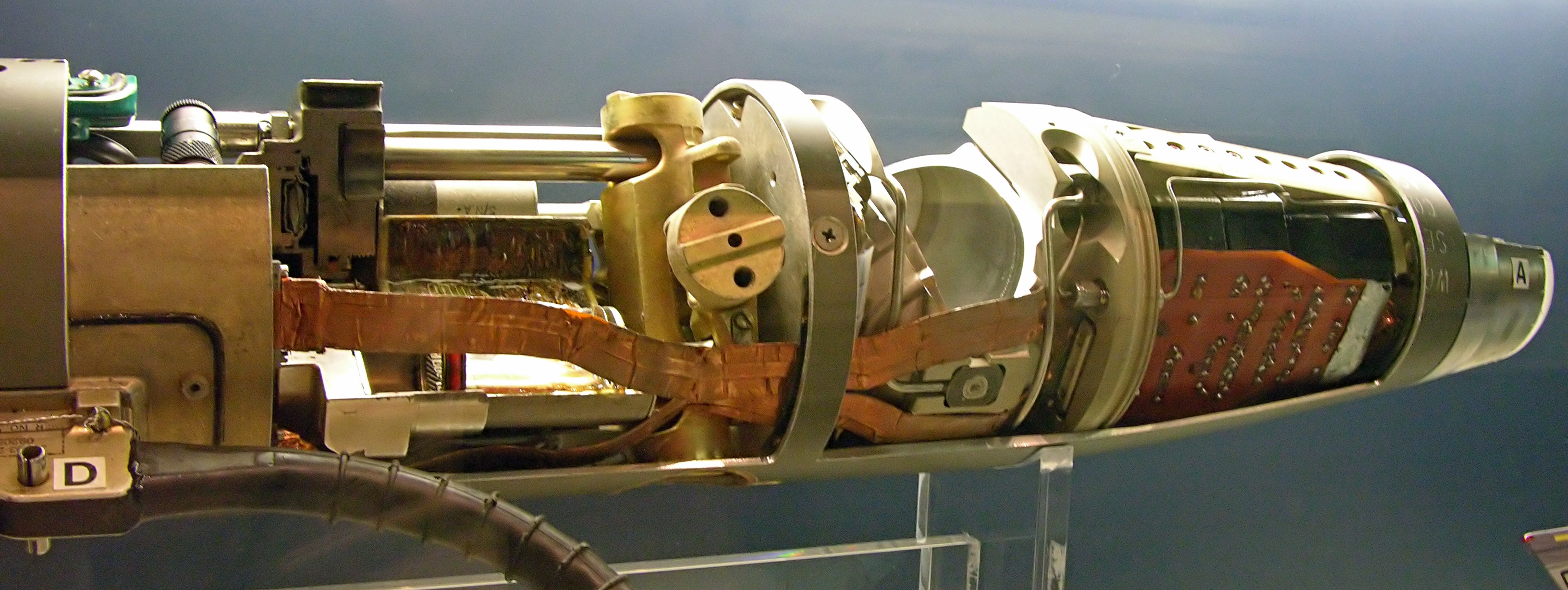
جزء من الصاروخ داخليا

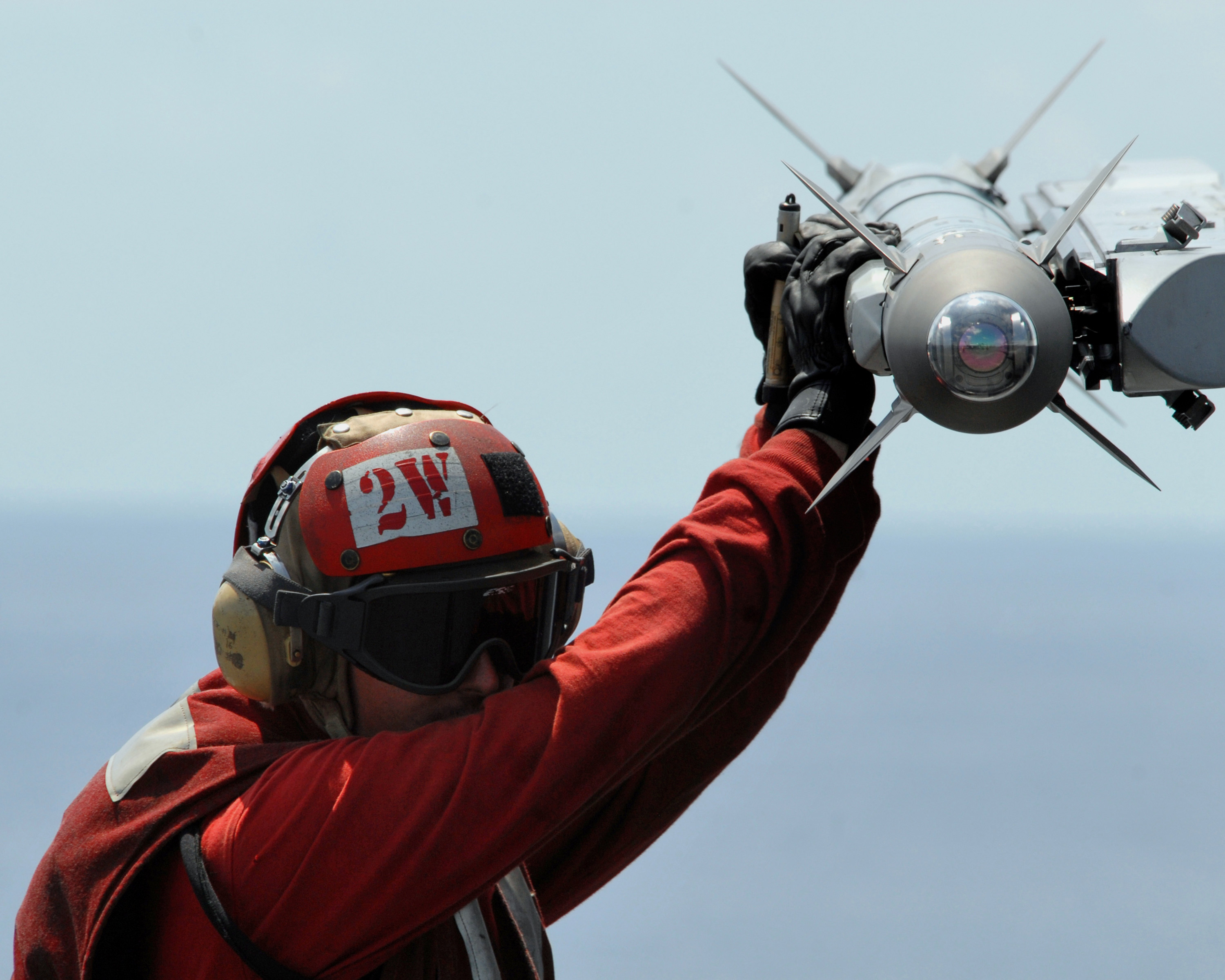
الصاروخ من الامام

سايد ويندر (بالإنجليزية: sidewinder)‏ صاروخ جو-جو قصير المدى أمريكي الصنع مزودة بباحث حراري ويستعمل في القتال على المسافات القريبة وهو صاروخ يمكن استعماله على كافة أنواع الطائرة الغربية تقريبا. وقد تم في تاريخ السايدويندر الذي يرجع إلى 50 سنة مضت إسقاط عدد من الطائرات يفوق أي عدد آخر من الطائرات أُسْقِطَ بصواريخ أخرى غير السايدوايندر.
ويتكون السايدويندر من حمولة أو رأس شديد الانفجار وجهاز بحث وتحكم مستند إلى الأشعة مافوق الحمراء. كما يحتوي على جهاز استشعار بصري وأجنحة التحكم ومحرك الدفع. هذه الأجهزة أو النظم تجعل السايدويندر تندفع نحو محرك الطائرة المعادية أو ما تخاله محرك الطائرة. وحدات استشعار الإشعاع المافوق الأحمر أقل كلفة من أي نظام تتبع آخر ويمكن السايدويندر من اكتساب خاصية أطلق وانسى
Fire-and-Forget أي أن الطيار ليس بحاجة للتصويب الدقيق عند إطلاق الصاروخ.

## مشغلين

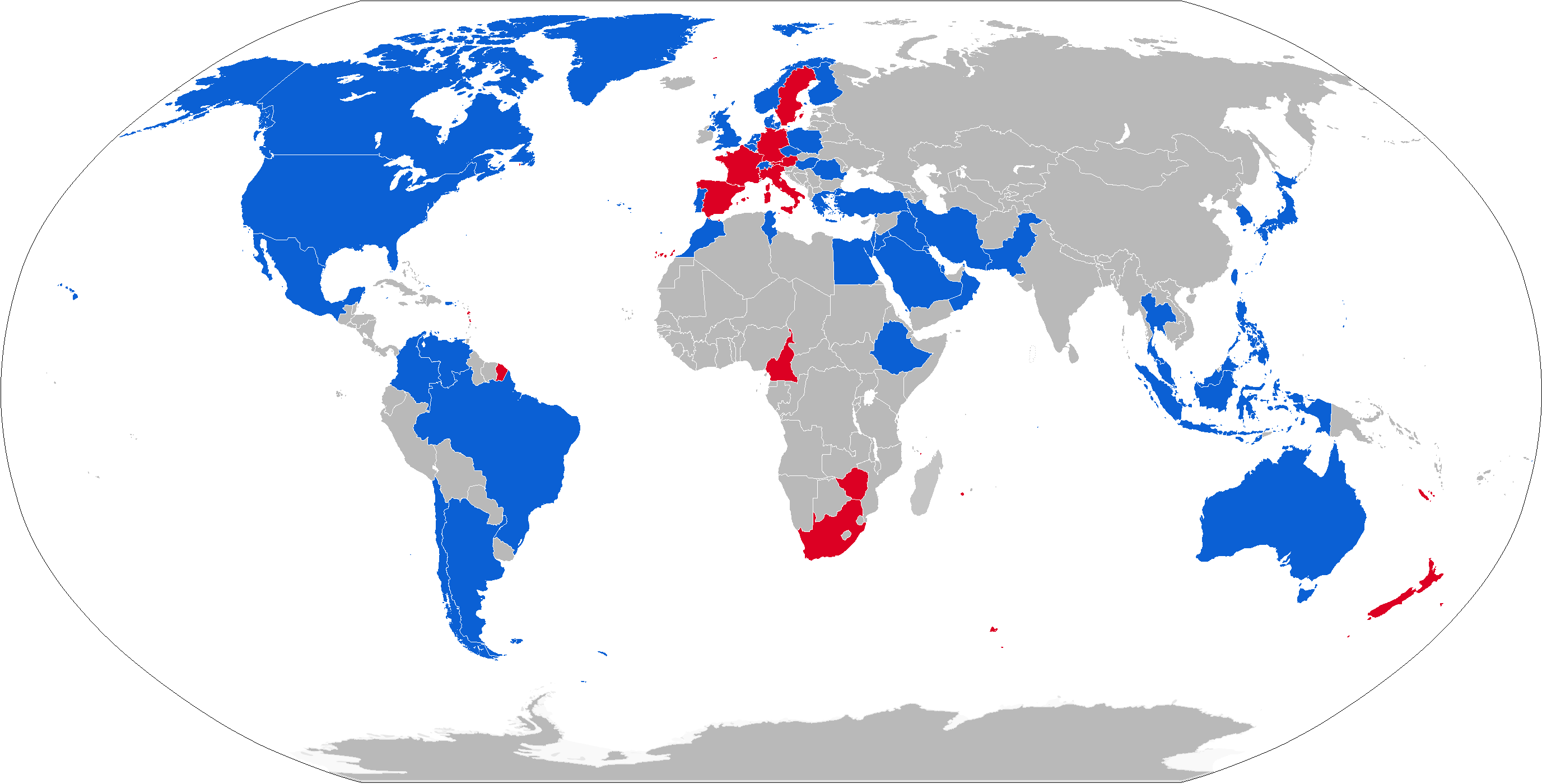
خريطة توضح الدول المشغلة لصواريخ إيه آي إم-9 سايدويندر

### مشغلون حاليون
- الأرجنتين
- أستراليا[3]
- البرتغال AIM-9B/J/P/L/M
- بلجيكا
- البحرين
- البرازيل
- كندا
- تشيلي
- كولومبيا
- التشيك[4]
- الدنمارك
- مصر
- إثيوبيا
- فنلندا[5]
- المجر
- اليونان
- إندونيسيا
- إيران[6]
- العراق
- إسرائيل
- اليابان
- الأردن
- الكويت
- ماليزيا
- المكسيك
- المغرب
- هولندا
- سلطنة عمان
- باكستان
- الفلبين[بحاجة لمصدر]
- بولندا
- قطر
- السعودية[7]
- سنغافورة[8]
- كوريا الجنوبية
- تايوان
- سويسرا
- تايلاند
- تركيا[9]
- تونس
- المملكة المتحدة
- الولايات المتحدة
- فنزويلا

### مشغلون سابقون
- النمسا
- الكاميرون
- فرنسا
- ألمانيا
- إيطاليا
- نيوزيلندا
- النرويج
- جنوب أفريقيا [10]
- إسبانيا
- السويد
- جنوب فيتنام
- زيمبابوي

يرجى ملاحظة أن هذه القائمة ليست شاملة لكل المشغلين.